# جيرالد حيدر
جيرالد حيدر (بالألمانية: Gerald Haider)‏ هو لاعب كرة قدم نمساوي في مركز الهجوم، ولد في 16 نوفمبر 1955 في فيلز في النمسا. شارك مع منتخب النمسا لكرة القدم. أما مع النوادي، فقد لعب مع نادي ريد بل سالزبورغ ونادي لينز.

## وصلات خارجية
- جيرالد حيدر على موقع قاعدة بيانات كرة القدم.إي يو (الإنجليزية)
- جيرالد حيدر على موقع ناشيونال فوتبول تيمز (الإنجليزية)
- جيرالد حيدر على موقع عالم كرة القدم.نت (الإنجليزية)